# رخصة القيادة في فرنسا

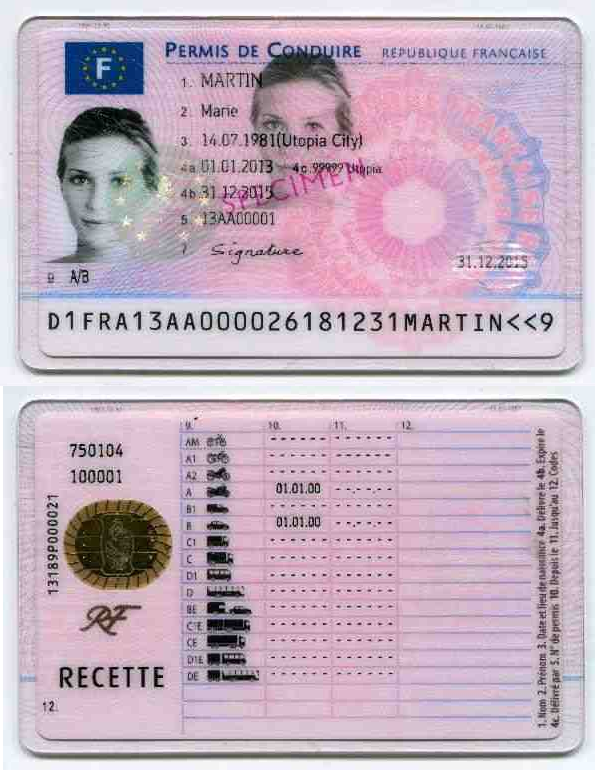
رخصة القيادة الفرنسية

رخصة القيادة في فرنسا (بالفرنسية:Permis de conduire) هي وثيقة رسمية تعطى لبعض الأشخاص في فرنسا لتخول لحاملها قيادة كل أنواع المركبات ذات المحركات. في فرنسا، العمر الأدنى للحصول على رخصة القيادة هو: 16 سنة للدراجات، 18 سنة للسيارة، و 21 سنة للحافلات و الشاحنات.

## كيفية الحصول على رخصة القيادة
للحصول على رخصة القيادة في فرنسا، يتوجب الدراسة في مدرسة القيادة و اجتياز اختبار من مرحلتين: النظري و على الشارع.

## تاريخ

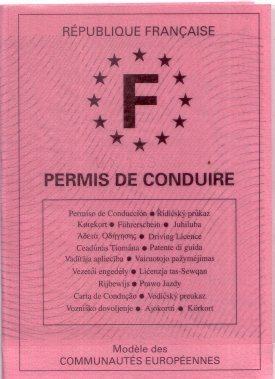
رخصة قيادة فرنسية (قبل 2013)

في فرنسا, ظهرت رخصة القيادة في قانون الطريق عام 1922، ليعوض شهادة القيادة التي كانت، إلى ذلك الوقت، لازمة لكل من يريد قيادة عربة ذات محرك. بعدها، خضع للكثير من التحولات على مدى السنين، إلى سنة 2013. و منذ ذلك الوقت، لم يطرأ عليه أي تغيير.

## اقرأ أيضا
- رخصة القيادة البريطانية

## وصلات خارجية
- رخصة القيادة على موقع Service public.